# مارك ويذرلي
مارك ويذرلي (بالإنجليزية: Mark Weatherly)‏ هو مدرب كرة قدم ولاعب كرة قدم بريطاني في مركز الهجوم، ولد في 18 يناير 1958 في رامزغيت في المملكة المتحدة. لعب مع نادي غيلينغهام ونادي مارغيت.